# David Boykett
David Boykett, né le 19 août 1934 et mort le 10 février 2016, est un rameur d'aviron australien. 

## Carrière
David Boykett a participé aux Jeux olympiques de 1956 à Melbourne. Il a remporté la médaille de bronze  avec le huit australien composé de Michael Aikman, Fred Benfield, Brian Doyle, James Howden, Walter Howell, Garth Manton, Adrian Monger et Harold Hewitt.